# Agrypon tainense
Agrypon tainense är en stekelart som först beskrevs av Tohru Uchida 1928.  Agrypon tainense ingår i släktet Agrypon och familjen brokparasitsteklar. Inga underarter finns listade i Catalogue of Life.